# Guillaume Prévost (dessinateur de botanique)
Pour les articles homonymes, voir Guillaume Prévost et Prévost.
Guillaume Prévost, dit « Prévost oncle », né le 2 avril 1738 et mort en 1788 à Vanikoro est un botaniste dessinateur et explorateur français.
Ses dessins ont illustré l'expédition de La Pérouse (1785-1788).

## Biographie

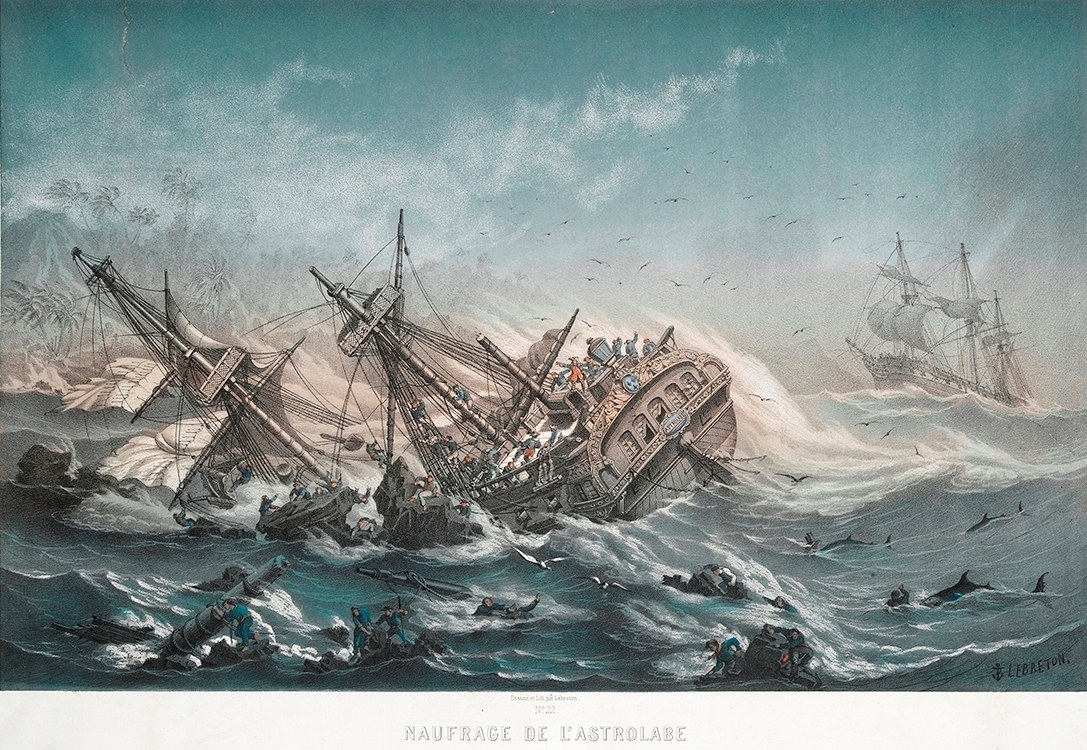
Le naufrage de la Boussole et de l'Astrolabe dans lequel dispararurent Jean-Louis Prévost et son oncle Guillaume Prévost en 1788. Lithographie de Louis Le Breton.

Guillaume Prévost fait partie de la fratrie de peintres de fleurs qui comprend son frère aîné, Jean-Jacques Prévost, baptisé le 1er juillet 1736 et le benjamin, Jean-Louis, baptisé le 25 septembre 1745, père de Jean-Louis Robert. Ils sont nés tous les trois à Nointel près de L’Isle-Adam où leur père, Jacques, était vigneron.
Ils suivent les cours donnés par Jean-Jacques Bachelier qui avait créé dès 1755 à la Manufacture de Vincennes une école de dessin destinée à une vingtaine d’élèves afin de moderniser les motifs des décors peints ou sculptés. Jean-Jacques est formé de 1754 à 1757 ; Guillaume Prévost reçoit les premiers principes de dessin de 1756 à 1760 et Jean-Louis de 1761 à 1762.
Pendant cinq ans, les frères Prévost travaillent pour Jacques-Jérémie Roussel, fondateur de la Manufacture de Vincennes pour dessiner l’Horti Cellensis. Le Catalogue des plantes du Jardin de M. Roussel, suivant l’ordre des Familles de Bernard Dejussieu, peintes par les frères Prévot, sous la direction de Necker a été rédigé en 1768  par Antoine-Laurent de Jussieu. Déclaré en faillite en 1768, Roussel vend sa collection d’objets d’art le 13 mars 1769 pour la somme de 36 000 livres. Son fils, Georges, vendra la collection de planches à la Bibliothèque du roi pour 2 000 écus.
Guillaume Prévost retourne alors à Trianon et ses frères à l’Académie de Saint-Luc. Le 25 mars 1771, il soumet à Linné une demande d'aller travailler en Suède. De 1775 à 1780, le nom « Prévost » apparaît sur certaines gravures de botanique publiées par Pierre-Joseph Buc'hoz dans l’Histoire universelle du règne végétal : Guillaume Prévost se spécialise dans les planches botaniques et ses frères Jean-Jacques, dit « Prévost l’Aîné », et Jean-Louis, dit « Prévost le Jeune », dans les bouquets de fleurs.
En 1785 Guillaume, dit « Prévost oncle », se porte volontaire comme « dessinateur pour la Botanique » de l'expédition de La Pérouse. Il est engagé pour assister le médecin La Martinière pour la botanique, l’entomologie et l’histoire naturelle avec 1 200 livres d’appointements par an et embarque à bord de l'Astrolabe commandée par Fleuriot de Langle. Deux des lettres envoyées par Guillaume à André Thouin, jardinier en chef du jardin du roi à Paris qui avait préparé l'expédition, ont été conservées[réf. nécessaire]. La première relate l’entrevue du 11 juin 1785 avec le maréchal de Castries, ministre de la Marine, et le comte de La Pérouse. La seconde est datée du 14 juillet 1785 à bord de l'Astrolabe.
Il se fait remarquer pendant le voyage par son mauvais caractère que Lapérouse signale le 3 janvier 1787 dans un courrier adressé au ministre de la Marine. Il refuse de descendre à terre pour peindre à Manille en septembre 1787.
Il disparaît en 1788 à Vanikoro, dans le Pacifique, avec La Pérouse et tous les membres de l’expédition.
Une partie des dessins des Prévost, oncle et neveu, sont parvenus en France grâce à Barthélemy de Lesseps, débarqué au Kamtchatka le 29 septembre 1787 et remis à la Cour de Versailles 17 octobre 1788.
Le 3 mai 1827, Anne-Louis Harissart, représentant son épouse Aimée-Louise Prévost, demande en vain au ministère de la Marine et des Colonies de faire constater « l’absence desdits Prévost fils et oncle partis avec Lapeyrouse avec lequel il parait qu’ils ont péri et dont il est impossible de justifier par des actes de décès en forme régulière » afin de pouvoir faire ensuite une demande de déclaration judiciaire de décès.

Gravures d'après Guillaume Prévost pour l’Atlas du voyage de La Pérouse (1797)
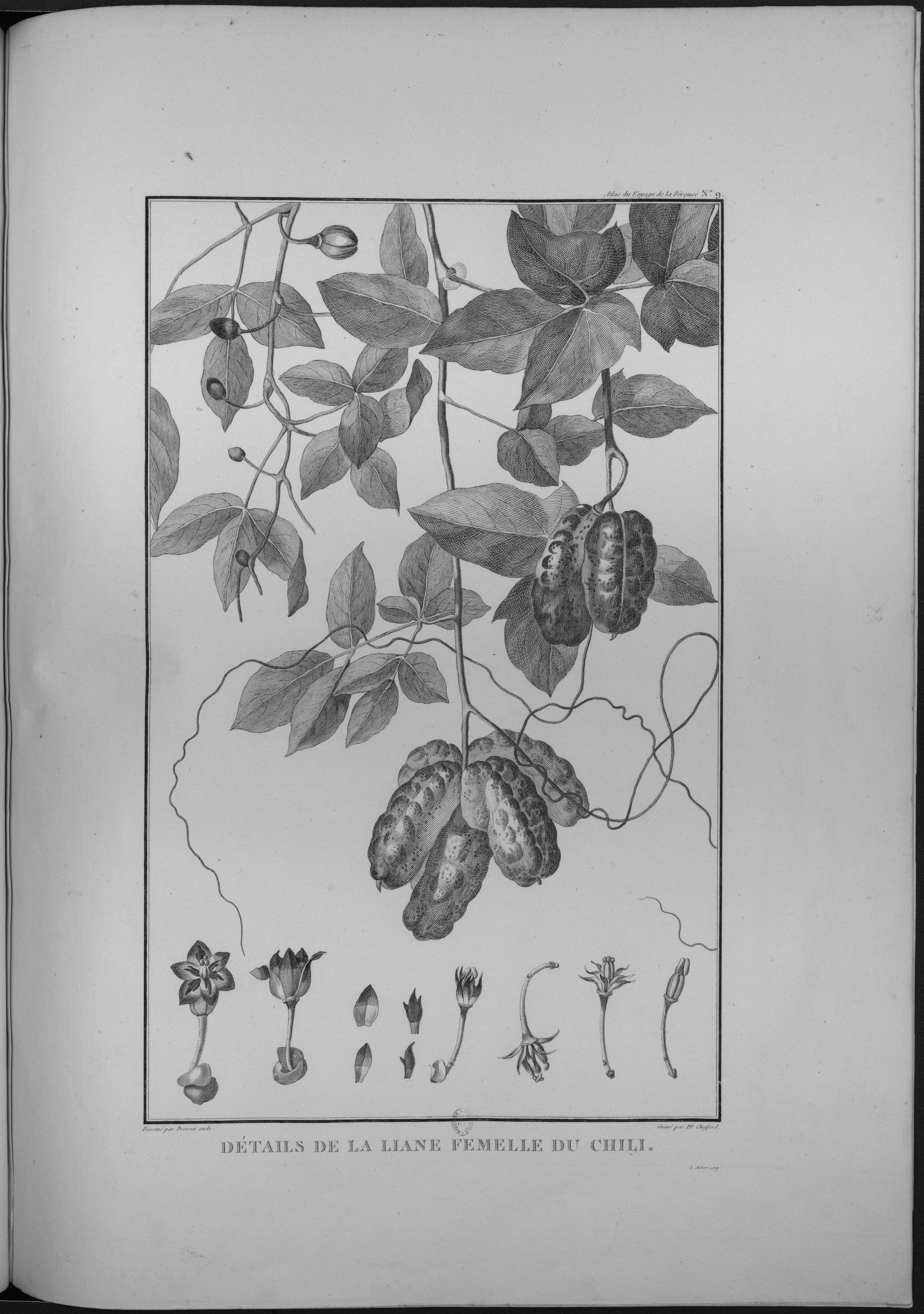
Détails de la liane femelle du Chili
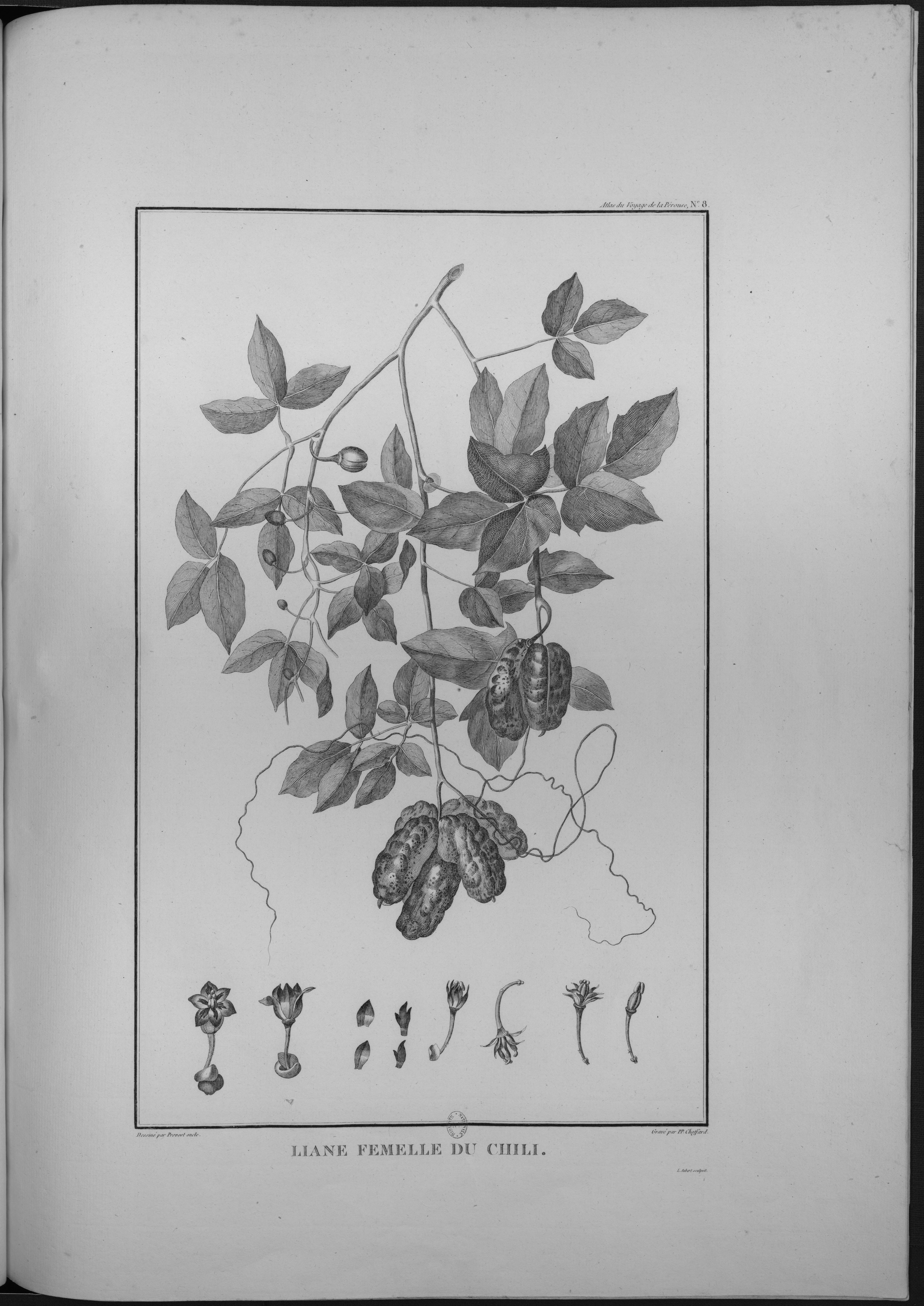
Liane femelle du Chili
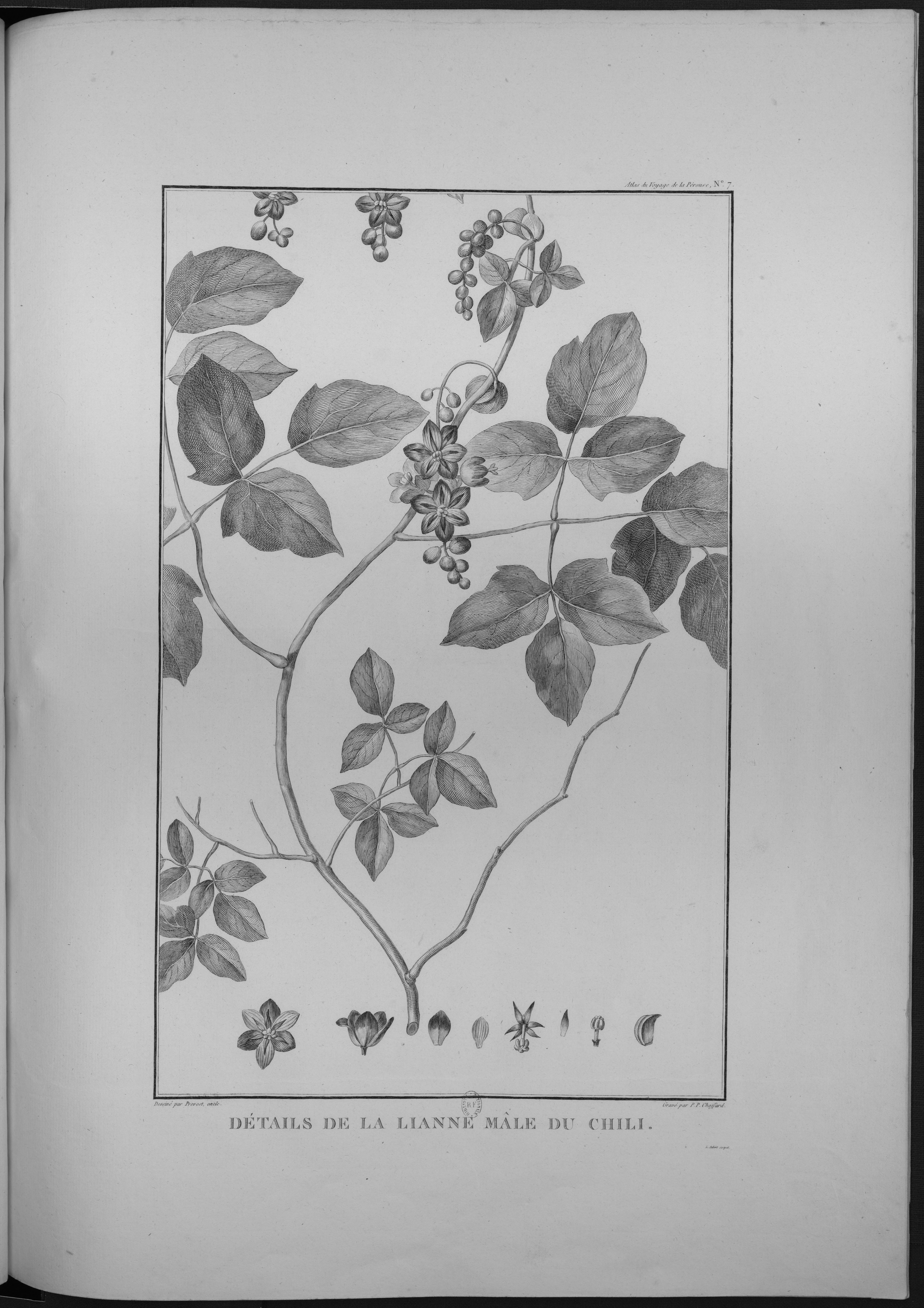
Détails de la liane mâle du Chili
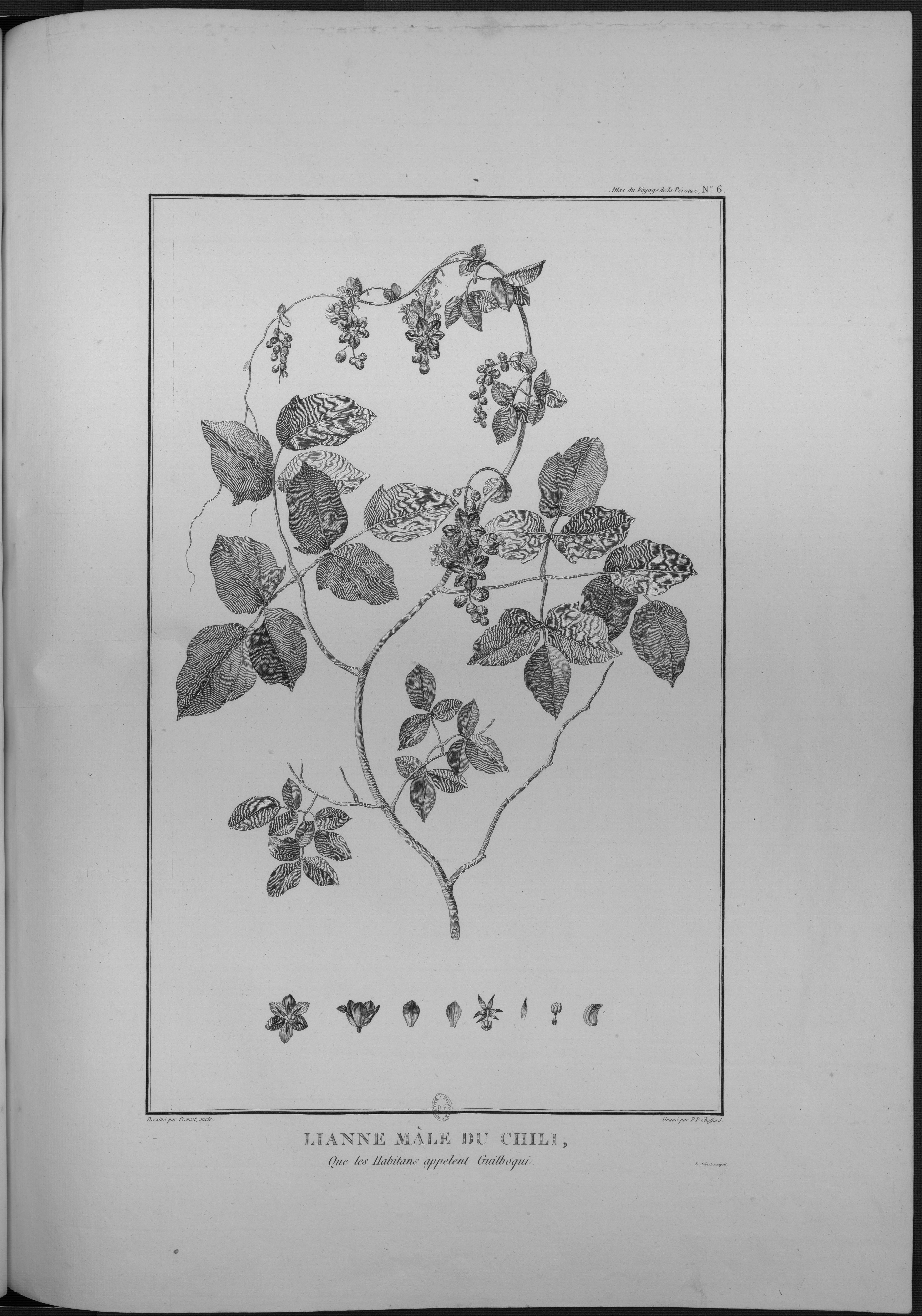
Liane mâle du Chili, que les habitants appellent Guilboqui